# Steinunn Valdís Óskarsdóttir
Steinunn Valdís Óskarsdóttir (7 de abril de 1965) es una política islandesa.

## Carrera
Nombrada alcaldesa de Reikiavik el 30 de noviembre de 2004 tras la salida de Þórólfur Árnason, ocupó dicho puesto hasta el 13 de junio de 2006. A partir de dicha fecha, la alcaldía fue ocupada por Vilhjálmur Þ. Vilhjálmsson.
Es miembro de la Alianza Socialdemócrata.